# Adobe Acrobat
Adobe Acrobat là một hệ thống các phần mềm ứng dụng và dịch vụ Web được phát triển bởi Adobe Systems. để xem, tạo, thao tác, in và quản lý các tệp PDF (Tiếng Anh là Portable Document Format).
Các phần mềm bao gồm:
- Adobe Reader (trước đây là Acrobat Reader): Trình đọc PDF cơ bản, có sẵn cho một số nền tảng di động và máy tính để bàn, là phần mềm miễn phí; nó hỗ trợ xem, in và chú thích các tập tin PDF.
- Acrobat Pro: Đây là phiên bản trả tiền, có sẵn cho Microsoft Windows và MacOS. Phiên bản này có thể tạo, chỉnh sửa, chuyển đổi, mã hóa, chèn chữ ký số... cho các tập tin PDF.

Từ phiên bản 2015 (15.x) trở lên (chỉ hỗ trợ Windows Vista trở lên) Adobe Reader được đổi tên thành Adobe Reader DC, và Adobe Acrobat Pro được đổi tên thành Adobe Acrobat Pro DC. DC là viết tắt của chữ Document Clould - hỗ trợ đọc, ghi... tài liệu trên các dịch vụ lưu trữ trực tuyến.
Windows XP chỉ được hỗ trợ đến phiên bản Adobe Reader 11.x và Adobe Acrobat Pro 11.x

## Chức năng
Dưới đây là các chức năng cơ bản của Adobe Acrobat
- Xem tài liệu PDF
- Thu phóng
- Tìm kiếm
- Trích văn bản, hình ảnh
- Hỗ trợ add-on